# Rossi Moor
Rossi Attila Moor (magyarosan: Mór Attila; Tualatin, Oregon, 2007. szeptember 13. –) magyar-amerikai kettős állampolgár gyorsaságimotor-versenyző, a 2022-es Northern Talent Cup győztese.
Édesapja Moor István (magyar ejtés szerint: Mór), aki 18 évesen költözött ki az Egyesült Államokba. Érdekesség, hogy fiát a MotoGP legendája, Valentino Rossi után nevezte el.

## Pályafutása

### Korai évek
2007. szeptember 13-án született az Oregon államban található Tualatinban, az Amerikai Egyesült Államokban. Mivel magyar szülők gyermeke, ezért magyar és amerikai kettős állampolgár lett. Beceneve: The Samurai.
Kétévesen már motorozott és jól egyensúlyozott. Az évek során pedig egyre képzettebb versenyzővé vált. 6–7 éves kora óta édesapjával nem csak a motorozást gyakorolta, hanem a gép működését, beállítását is mélységeiben sajátította el, ami pályafutása során segítette. Édesapja sokáig üzent Stafano Favaronak, aki korábban Talmácsi Gábor menedzsere is volt. Az olasz szakember figyelmét végül nem a motoros felvételek keltették fel, hanem egy 15 perces film, amiben a 9 éves Rossi elmagyarázza a különböző futómű beállítások és a motor viselkedésének összefüggéseit. Mivel az ilyen mértékű tudás a fiatal versenyzők körében ritka, felkarolta és elkezdte egyengetni a karrierjét.
2017-ben a 85GP-ben és 85GP/150GP-ben is amerikai minimotoros bajnok lett. A Team NRGY1 csapat színeiben megnyerték a 24 órás Mini Road Race SS125-ös géposztályát a Grange Motor Circuit-en. Kilencévesen megfutotta a verseny leggyorsabb körét, minden kategóriát figyelembe véve. Csapattársai voltak a verseny során Daniel Oprea, Randy Newman, Mitsu Ueda, Andre Castanos, Mark Miller és Damin Jigalow is.

### Európa

#### 2018
Kis túlzással minden utánpótlásszériát megnyert az USA-ban, amiben csak elindult. A korosztályának legjobbjai viszont Európában, főleg Olaszországban és Spanyolországban készültek fel. A fejlődés érdekében így a család 2018-ban hazaköltözött Magyarországra. A magyar nyelv használata és beszéd is jelentős hangsúlyt kapott. Stefano Favaro támogatásával, a Sport&Events Academy tagjaként karrierje elindult felfelé. A CIV Ohvale 160 minimotoros olasz bajnokságban indult elsőként és a 4. helyen végzett összesítésben. A bajnokságot Edoardo Liguori nyerte. Rossi öt alkalommal állhatott dobogóra a szezon során, egy 2. helyezés lett a legjobb eredménye. Az Ohvale által szervezett Eb-n is elindulhatott a szezon végén és 3. helyen rangsorolták a tabellán.

#### 2019
2019-ben az olasz Ohvale 190-es bajnokságában a 2. lett összetettben. Két futamgyőzelemmel zárta a kiírást a Bester Capital Dubai junior csapatában honfitársa, Farkas Kevin mellett. A trófeát Flavio Piccolo hóditotta el, Rossi mögött pedig Daniel Da Lio és Jacopo Tatoli zártak.
Az USA-ban ő lett az Ohvale Talent Cup győztese, amit a MotoAmerica Superbike-széria betétfutamaként rendeztek meg. Emellett elindulhatott az Ohvale World Series versenyein is.
Még ebben az évben a European Talent Cup-ban való debütálását is megejtette. Itt PreMoto3-as Hondával állt fel a rajtrácsra a Bester Capital Dubai csapat junior alakulatában, ahol Fermin Aldegeuer, Görbe Soma és Filippo Palazzi csapattársa volt. A mezőny legfiatalabb versenyzőjeként Jerezben, Albacetében és Valenciában is indult, a legjobb eredménye pedig egy 25. hely lett.
Két márka, a Dainese (motoros bőrruha gyártó) és az AGV (sisakgyártó) is partneri megállapodást kötött vele, így 12 évesen ő lett a két cég legfiatalabb támogatott versenyzőjük.

#### 2020
Stefano Favaro a világbajnokságon is érdekelt Snipers Mugenrace Junior Team-nél kapott lehetőséget és általa felkarolt tehetségeket is beprotezsálta. Az eredeti tervek szerint az ETC-ben ő és Görbe Soma, valamint Farkas Kevin és Surányi Balázs indult volna. A koronavírus-világjárvány változásra kényszerítette a csapatokat. A Snipers Team csak a Moto3-ban tudott elindulni Tony Arbolino és Filip Salac révén. A Junior-világbajnokságra és az ETC-re készülő alakulatokra már nem maradt keret. Az eredeti tervek szerint az első szezonját kezdő Northern Talent Cup-ban futott volna teljes szezont és a neve ott is volt az előzetes nevezési listán, – viszont utólag ki kellett hagynia az évet. Ugyanez igaz a European Talent Cup-ra, ahol szintén már bejelentették az indulók között.
Kis motorral azonban ismét bajnok tudott lenni szülőhazájában, valamint az FIM minimotoros Európa-bajnokságán is nyerni tudott az Ohvale 190-es motorjával.

### Northern Talent Cup

#### 2021
2021-ben összeállt minden az indulás mellett és Fairium Next Generation Riders Team színeiben a Northern Talent Cup-ban szerepelt. Egyéniben 185 pontot gyűjtve a 3. pozícióban zárt összesítésben. Három győzelmet aratott és összesen hatszor állhgatott dobogóra, csak a bajnokságot megnyerő Jakub Gureczky és Lorenz Luciano voltak jobbak nála.
A szezon végén debütálhatott a Moto3 junior-világbajnokságon is Marcos Ruda a valenciai szezonzárón a Gazzola Racing KTM-jével. Alessandro Tognelli volt a főmérnöke, aki a Moto3-ban versenyző Izan Guevara főmérnöke is egyben. A csapat még 2019-ben figyelt fel Rossira, amikor az ETC-ben indulhatott el szabadkártyásként, így amikor megüresedett náluk a hely, megkeresték Stefano Favarot a lehetőséggel kapcsolatban. Az indulsával ő lett lett a junior-világbajnokság történetének legfiatalabb versenyzője. Az első futamon nem ért célba, a második versenyen huszonkettediknek intették le.

#### 2022
A 2022-es kiírásban egy továbbfejlesztett KTM RC4 R-el kapott helyet a mezőnyben. Az évad elején folyamatosan a legjobb három között tudott célba érni és dominált. A hollandiai Assenben rendezett hétvége után csapata bejelentette, hogy Rossi kénytelen kihagyni az évadzáró Red Bull Ringet egy edzésen elszenvedett jobb csuklótörés miatt. A finálé előtt csak neki és Farkas Kevinnek maradt reális esélye a végső sikerre, de mivel riválisa is visszalépett betegsége és műtéte miatt, így Rossi a pályán kívül szerezte meg a NTC-bajnoki címét, amivel Görbe Soma után a második magyar győztese lett a szériának 15 évesen.

### MotoAmerica

#### 2023
A 2022-es szezon végén elszenvedett sérülése miatt a 2023-as szezon nem az előzetes terveknek megfelelően alakult. A súlyos kéztörést követően Amerikában, San Franciscóban műtötte meg a kezét egy specialista, majd ezek után is az USA-ban maradt. Hosszú időt kellett motorozás nélkül töltenie - csak március 20-án kezdhetett ismét motorozni. Az eredeti tervek szerint a European Talent Cup-ban futott volna teljes szezont, ám 7 hónap kihagyás után ez végül nem következett be. Végül Amerikában, a MotoAmerica sorozat Junior Cup szériájában indult a Fairium NGRT - Gray Area Racing színeiben. Az USA legnagyobb KTM forgalmazója támogatta őt egy motorral, így lehetősége nyílt éles versenyekkel felkészülni a 2024-es szezonra.
A mezőnyben 32 Kawasaki Ninja 400, egy Yamaha YZF-R3 és Rossi KTM-e kapott helyet. A KTM ezek közül talán a leggyengébb technikának bizonyult, így Rossi Moor győzelmi esélyei is jelentősen kisebbek voltak. Ennek ellenére két futamgyőzelemmel és további három dobogós helyezéssel végül az összetett második helyen fejezte be a szezont Avery Dreher mögött.  Menedzsere, Stefano Favaro az év végére még intézett neki egy versenyzési lehetőséget Olaszországban: egy 600-as Aprilia RS660 R nyergében indulhatott az olasz Aprilia márkakupa utolsó, misanói fordulójában. Itt végig harcban volt a győzelemért, ám a végén bukott és csak a 11. helyen futott be.
2024
Főleg a magassága miatt 2024-re már egy teljesen 600-as szezon volt betervezve. Az eredeti megállapodások szerint Apriliával indult volna a MotoAmerica Twin Cup sorozatában, ám végül egy gyári Suzuki csapattal, a Team Hammerrel szerződött le. A Suzuki Motor USA LLC a Team Hammer jóvoltából egy Suzuki GSX-8R-t biztosított számára.

## Eredményei

### Teljes Northern Talent Cup-eredménylistája
| Év   | Motor | 1      | 2      | 3     | 4     | 5     | 6     | 7     | 8      | 9     | 10    | 11    | 12    | 13     | 14     | Helyezés | Pont |
| ---- | ----- | ------ | ------ | ----- | ----- | ----- | ----- | ----- | ------ | ----- | ----- | ----- | ----- | ------ | ------ | -------- | ---- |
| 2021 | KTM   | LMS Ki | LMS 15 | OSC 5 | OSC 5 | SAC 2 | SAC 1 | ASS 9 | ASS 1  | RBR 1 | RBR 3 | ASS 2 | ASS 9 | RBR 12 | RBR 4  | 3.       | 185  |
| 2022 | KTM   | LMS 1  | LMS 3  | OSC 3 | OSC 1 | SAC 1 | SAC 2 | ASS 1 | ASS Ki | MOS 1 | MOS 2 | ASS 4 | ASS 2 | RBR Vi | RBR Vi | 1.       | 230  |